# Victor Hémery
Victor Hémery, francoski dirkač, * 18. november 1876, Brest, Francija, † 9. september 1950, Le Mans,  Francija.
Victor Hémery se je rodil 18. novembra 1876 v francoskem mestu Brest. V sezoni 1904 se je priključil moštvu Automobiles Darracq S.A kot testni dirkač, istega leta je zmagal na manjši dirki Hamburg-Bahrenfeld. Sezona 1905 pa se je začela s prvo pomembnejšo zmago na dirki po Ardenih, nato je zmagal na dirki Vanderbilt Cup, decembra pa je postavil še kopenski hitrostni rekord s hitrostjo 175,44 km/h.
V sezoni 1907 je prestopil v moštvo Benz AG, v katerem je dosegel zmago v naslednji sezoni na dirki St.Petersburg-Moskva, na dirki za Veliko nagrado Francije pa je zasedel drugo mesto. Leta 1909 je še drugič postavil kopenski hitrostni rekord, tokrat s hitrostjo 202,691 km/h. V sezoni 1910 je dosegel drugo mesto na dirki za Veliko nagrado ZDA, v sezoni 1911 pa je dosegel svojo zadnjo zmago na manjši dirki za Veliko nagrado Vieux Tacotsa z dirkalnikom Fiat S61. Umrl je leta 1950 v Le Mansu.